# Staatliche Graphische Sammlung

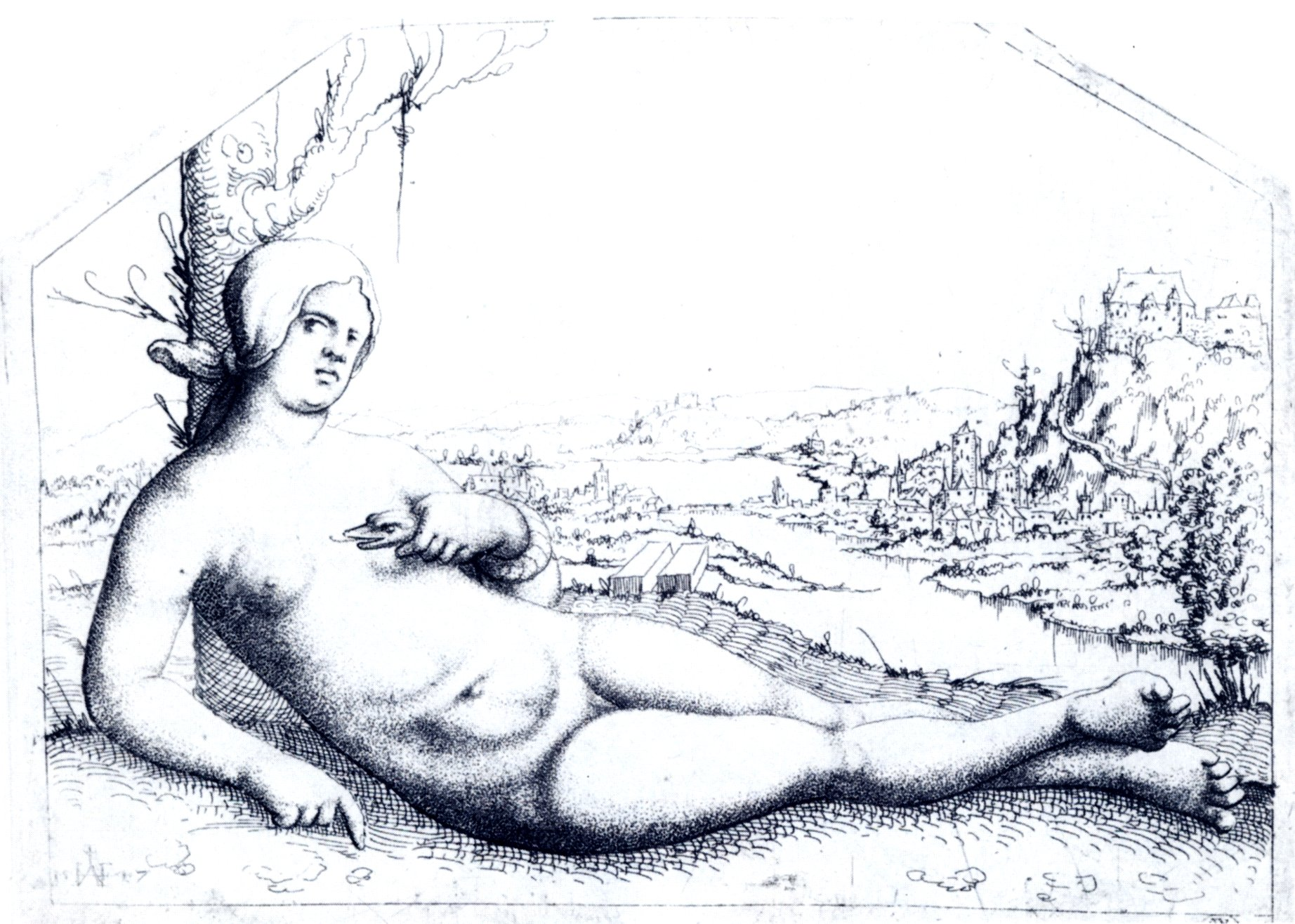
Augustin Hirschvogel (1503-1553): The death of Cleopatra

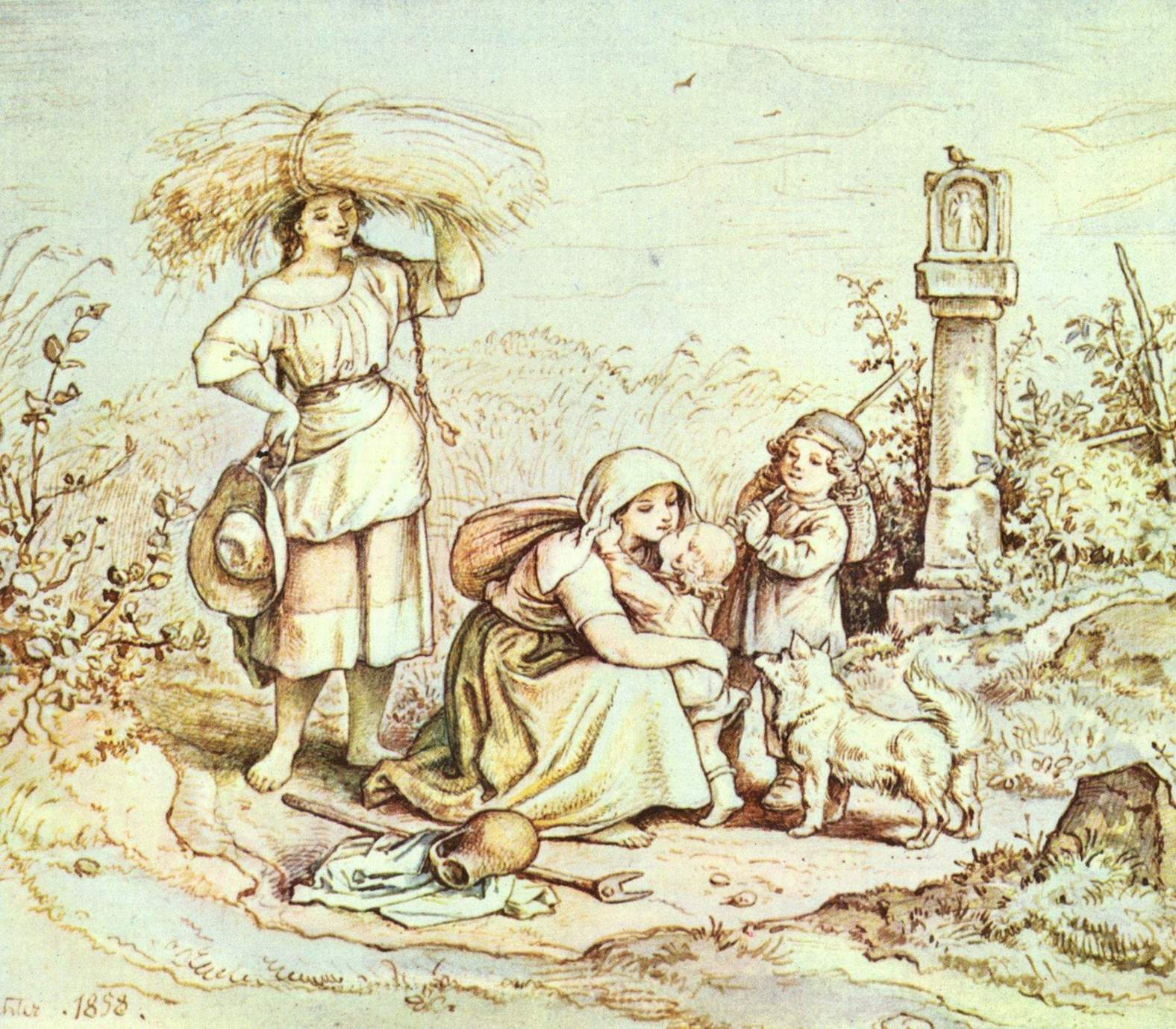
Ludwig Richter: Heimkehr vom Felde (1840)

De Staatliche Graphische Sammlung is een museum/prentenkabinet in het Haus der Kulturinstitute, dat deel uitmaakt van het kunstareal München in de Beierse hoofdstad München. De verzameling behoort tot de belangrijke grafiek-collecties ter wereld. 

## Geschiedenis
Het Kupferstich- und Zeichnungskabinett van de Keurvorst van de Palts Karel Theodoor van Beieren, dat in 1758 werd gesticht in het Slot Mannheim vormde de basis der collectie. Het prentenkabinet werd in 1794 voor de oprukkende Franse troepen in veiligheid gebracht en verhuisde naar München. Gedurende de tijd van de Duitse Secularisatie van 1803 vond een aanzienlijk uitbreiding van de collectie plaats. Vanaf 1839 werden voor het eerst delen der collectie voor het publiek toegankelijk gemaakt als Kupferstich-Kabinett in de Alte Pinakothek. In 1874 verkreeg dit Kupferstich-Kabinett de status van zelfststandig museum en werd in 1905 omgedoopt in Königliche Graphische Sammlung. In 1917 verhuisde de collectie naar de Neue Pinakothek, waar de verzameling tot 1944 bleef.  
De Pinakothek werd in de Tweede Wereldoorlog (12 juli 1944) bij een bomaanval vernield en de collectie, voor zover niet in veiligheid gebracht, leed ernstige schade. In 1949 werd de collectie provisorisch als Staatliche Graphische Sammlung in een voormalig kantoor van de NSDAP, het Haus der Kulturinstitute, gehuisvest. Het prentenkabinet bevindt zich daar thans nog. Het plan de collectie onder te brengen in een nieuwbouwpand werd in 2005 voor onbepaalde tijd uitgesteld. Wel kreeg het prentenkabinet in 2002 een eigen tentoonstellingsruimte in de Pinakothek der Moderne. In 2008 werd het 250-jarig bestaan gevierd met een grote tentoonstelling: Künstler Zeichnen - Sammler stiften: 250 Jahre Graphische Sammlung München.

## Collectie
De grafische collectie omvat 350.000 bladen en 45.000 tekeningen uit alle periodes van de vijftiende eeuw tot hedendaags. 
Het zwaartepunt der collectie ligt bij:
- Oude Duitse Kunst
- Nederlandse en Vlaamse Kunst
- Italiaanse en Franse Kunst
- Kunst van de negentiende eeuw
- Kunst van de twintigste eeuw en hedendaagse kunst.

Werken worden getoond van gerenommeerde kunstenaars zoals:
Georg Baselitz; Max Beckmann; Joseph Beuys; Salvador Dalí; Otto Dix; Albrecht Dürer; Max Ernst; Anselm Feuerbach; Caspar David Friedrich; Vincent van Gogh; El Greco; Matthias Grünewald; Olaf Gulbransson; Ignaz Günther; Jörg Immendorff; Wassily Kandinsky; Paul Klee; Gustav Klimt; Käthe Kollwitz; Roy Lichtenstein; Max Liebermann; René Magritte; Édouard Manet; Andrea Mantegna; Franz Marc; Henri Matisse; Pius Ferdinand Messerschmitt; Michelangelo; Edvard Munch; Emil Nolde; Albert Oehlen; Claes Oldenburg; Pablo Picasso; Rembrandt van Rijn; Peter Paul Rubens; Carl Spitzweg; Leonardo da Vinci; Andy Warhol